# 裴苞
裴苞（？—？），河东郡闻喜县（今山西省运城市闻喜县）人，出自河东裴氏定著五房之一的西眷裴，西晋官员。

## 生平
永嘉五年（311年）五月，南阳王司马模上表派遣世子司马保出任西中郎将、东羌校尉，镇守上邽县，秦州刺史裴苞出兵抵抗司马保。司马模派帐下都尉陈安进攻裴苞，裴苞逃到安定郡，安定郡太守贾疋接纳了裴苞。
永嘉六年（312年）九月，秦州刺史裴苞和东羌校尉贯与占据险要之地，截断前凉和西晋的使者，张轨派宋配讨伐裴苞。西平郡王叔和麹儒等人劫持前任福禄县县令麹恪为首领，捉拿太守赵彝，向东响应裴苞。张寔回军讨伐，将麹儒等人斩首，左督护阴预和裴苞在狭西交战，将裴苞打的大败，裴苞逃到桑凶坞。裴苞最后被张轨杀死。

## 家庭

### 祖父
- 裴徽，曹魏冀州刺史

### 父亲
- 裴黎，西晋游击将军、秘书监

### 兄弟
- 裴粹，西晋武威郡太守

### 子女
- 裴轸
- 裴丕
- 裴彬